# Sam Kutesa
Sam Kahamba Kutesa (1 de febrero de 1949) es un político y abogado ugandés. Fue ministro de asuntos exteriores de Uganda, desde el 13 de enero de 2005 puesto que mantuvo a través de tres reorganizaciones del gabinete hasta el 3 de mayo de 2021. También es el miembro electo del Parlamento de Uganda por el condado de Mawogola en el distrito de Sembabule. Fue presidente de la Asamblea General de las Naciones Unidas durante su 69.º período de sesiones en 2014-2015.

## Biografía

### Primeros años
Asistió a la escuela secundaria Mbarara y obtuvo una licenciatura en derecho en la Universidad Makerere, cuando la institución era parte de la Universidad de África Oriental. También posee un diploma en práctica jurídica, obtenido del Centro de Desarrollo de la Ley en Kampala. Ejerció la abogacía desde 1973 a 2001.

### Carrera política
Se desempeñó como miembro del Parlamento de Uganda para el distrito electoral de Mbarara Norte de 1980 a 1985 y como fiscal general de 1985 a 1986. Entre 1994 y 1995, fue delegado en la Asamblea Constituyente que redactó la Constitución de Uganda de 1995. Fue elegido diputado por el condado de Mawogola en 2001 y reelegido en 2006. Fue ministro de Estado de Inversiones de 2001 a 2005. El presidente Yoweri Museveni lo nombró ministro de asuntos exteriores en 2005, tras la muerte de James Wapakhabulo.
En 2011, fue acusado en una investigación parlamentaria de recibir sobornos de la empresa petrolera irlandesa Tullow Oil. A pesar de los pedidos de los diputados para que renuncie junto con los otros acusados, un abogado, Severino Twinobusingye, logró demandar con éxito al fiscal general y detener el proceso y bloquear las solicitudes de renuncia. Luego de una nueva sospecha sobre el incidente como resultado del caso judicial de Tullow Oil con Heritage Oil sobre su impuesto a los activos de Uganda, se convocó un comité parlamentario ad hoc para investigar más a fondo las denuncias de corrupción.

### Asamblea General de las Naciones Unidas
Dado que África iba a ocupar la presidencia del sexagésimo noveno período de sesiones de la Asamblea General de las Naciones Unidas (AGNU), el Consejo Ejecutivo de la Unión Africana lo eligió por unanimidad para ser su candidato después de la retirada del ministro de asuntos exteriores de Camerún, Pierre Moukoko Mbonjo. Su candidatura fue aprobada por unanimidad durante la 17.ª Reunión Ministerial del Movimiento de Países No Alineados, celebrada en Argel (Argelia) en mayo de 2013. Fue elegido oficialmente por la Asamblea el 11 de junio de 2014.
Debido a que defendió la ley discriminatoria contra la homosexualidad de Uganda de 2014, las organizaciones de derechos humanos sintieron que su posición presidencial en las Naciones Unidas no apoyaba los valores incorporados en la Declaración Universal de los Derechos Humanos. Tras una petición, el secretario de Estado de los Estados Unidos, John Kerry, revocó la visa de Kutesa y, por lo tanto, le impidió en un principio asumir el papel de presidente de la AGNU. La petición, que obtuvo más de 15 000 firmas en el sitio Change.org, fue escrita por un ugandés, Milton Allimadi, editor de Black Star News. A pesar de las protestas y la petición, Kutesa asumió la presidencia.